# یانیس بیگ
یانیس بیگ (انگلیسی: Yannis Bègue؛ زادهٔ ۲ ژانویهٔ ۱۹۸۲) بازیکن فوتبال اهل سن-پیر و میکلون است.
وی همچنین در تیم ملی فوتبال Saint Pierre and Miquelon بازی کرده‌است.